# Слободское (озеро, Витебская область)
Слободско́е (Свеча; бел. Слабадско́е) — озеро в Бешенковичском районе Витебской области Белоруссии. Через водоём протекает река Свечанка, приток Уллы.

## Описание
Озеро Слободское расположено в 11 км к западу от городского посёлка Бешенковичи. По берегам находятся деревни Давыдковичи, Заборье, Стрижево, Слободка; южнее — деревня Литвяки. Высота водного зеркала над уровнем моря составляет 124,8 м.
Площадь поверхности озера составляет 0,94 км². Длина — 2,7 м, наибольшая ширина — 0,54 км. Длина береговой линии — 5,69 км. Наибольшая глубина — 14,3 м, средняя — 4,27 м. Объём воды в озере — 4,01 млн м³. Площадь водосбора — 491 км².
Котловина лощинного типа, вытянутая с севера на юг. Озеро складывается из южного и северного плёсов. Береговая линия северного плёса более извилистая. Берега возвышенные, песчаные и глинистые, поросшие деревьями и кустарником. Мелководье преимущественно узкое, песчаное. На глубине дно покрыто сапропелем. Более глубоким является южный плёс.
Через южный плёс протекает река Свечанка, далее впадающая в Уллу с правой стороны. Выше по течению Свечанки расположено озеро Стержень. С юго-востока в озеро Слободское впадает ручей из озера Чёрное.
В озере обитают окунь, плотва, лещ, щука, линь и другие виды рыб.